# Alien: Out of the Shadows
Alien: Out of the Shadows è un romanzo fantascientifico del 2014 scritto da Tim Lebbon, ambientato nell'universo di Alien e pubblicato dalla Titan Books. Ambientato tra i film Alien e Aliens - Scontro finale, il romanzo è il primo di una trilogia progettata per legarsi agli eventi dei film. Gli altri romanzi della trilogia sono Alien: Sea of Sorrows e Alien: River of Pain. Originariamente doveva uscire nel dicembre 2013, ma la data venne posticipata al 7 gennaio 2014. La data è stata poi nuovamente posticipata al 28 gennaio 2014.

## Trama
Nel 2159 la stazione mineraria DSMO Marion, sotto il comando del capitano Lucy Jordan, è in orbita attorno al pianeta LV-178, con il compito di estrarre dalle cave del pianeta il tremonite. Improvvisamente, un giorno, la Marion perde i contatti con il complesso minerario e con le navette di trasporto della nave, la Samson e la Delilah. La Delilah, fuori controllo, si schianta contro la stazione orbitante causando tra l'altro la morte del Capitano Jordan mentre la Samson giunge alla stazione senza problemi ma con a bordo alcuni Xenomorfi. I danni subiti dalla Marion sono talmente gravi che la stazione si ritrova bloccata nello spazio e col rischio di precipitare sul pianeta.
La richiesta d'aiuto della Marion viene captata dalla Narcissus la navetta usata da Ellen Ripley per fuggire alla distruzione della USCSS Nostromo avvenuta trentacinque anni prima. Quello che Ripley ignora è che la navetta si trova sotto il controllo di Ash, il quale, prima della sua distruzione sulla Nostromo, ha caricato la sua coscienza AI nel sistema centrale della navetta. Appreso che sulla Marion si trovano degli Xenomorfi, Ash reindirizza la Narcissus verso la stazione per portare così a compimento l'ordine speciale 937 e catturare una delle creature. Una volta svegliatasi dal sonno criogenico, Ripley apprende con orrore di essere fuggita da un incubo per finire dentro ad un incubo peggiore.
Poiché mancano pochi giorni prima che la stazione precipiti sul pianeta, i pochi superstiti progettano di fuggire a bordo della Narcissus dividendosi a turno la sola capsula criogenica presente a bordo. Tuttavia, prima di poter partire essi devono sostituire il combustibile esaurito della navette e le uniche scorte di carburante disponibili si trovano nella miniera sull'LV-178. A complicare ulteriormente le cose c'è il fatto che la sola navetta con cui si può raggiungere il pianeta, la Samson, è ancora popolata da quattro xenomorfi. Nello scontro con di essi gli ingegneri Welford e Powell vengono uccisi insieme al dottor Garcia, mentre uno degli alieni fugge a bordo della Marion.
Ripley e i superstiti — Chris "Hoop" Hooper, Karen Sneddon, Josh Baxter, Kasyanov e Lachance — atterrano sull'LV-178 ed entrano nella miniera. Mentre scendono nel complesso, Ash (che ha ormai infettato i computer della Marion) sabota l'ascensore e li fa precipitare al livello più basso della miniera, dove i minatori hanno scoperto dell'esistenza degli Xenomorfi. Essendo l'ascensore andato distrutto in modo irreparabile, i sopravvissuti sono costretti ad attraversare il complesso per raggiungere un secondo ascensore sito sul lato opposto. Ben presto essi finiscono nel nido degli Xenomorfi e rinvengono un enorme veicolo spaziale alieno abbandonato sepolto sottoterra. Inseguiti dagli Xenomorfi essi si ritrovano costretti ad entrare dentro l'astronave.
Il gruppo scoprono che l'antica astronave ha una tecnologia dall'aspetto organico ed è piena di uova di Xenomorfo che sono state allevate dai proprietari dell'astronave, una misteriosa razza di alieni artropodi dall'aspetto canino estinti da diverso tempo. I sopravvissuti vengono attaccati dagli Xenomorfi e si iniziano a contare tra le loro file diversi feriti: Baxter si rompe una caviglia, Sneddon viene attaccata da un Facehugger, Kasyanov viene ferito dal sangue acido degli alieni perdendo così l'uso di un braccio e Ripley viene gravemente ferita da uno Xenomorfo generato dagli antichi alieni canidi. Nonostante le loro ferite i sopravvissuti riescono ad abbandonare la nave e a raggiungere il secondo ascensore. Baxter viene però ucciso da uno Xenomorfo.
I sopravvissuti, infine, recuperano il combustibile necessario per far ripartire la Narcissus e decidono di far esplodere la miniera prima di tornare al  Marion . Una volta a bordo il gruppo è attaccato dallo Xenomorfo che in precedenza si era nascosto nella navetta e Lachance rimane ucciso. Una rediviva Sneddon insegue la creatura fino alla stiva e lì si fa saltare in aria insieme alla creatura e al chestburster che stava crescendo dentro di lei. Mentre la Marion inizia ad entrare nell'atmosfera dell'LV-178, Hoop e Kasyanov mettono Ripley nel med pod dell'astronave per curare le sue ferite. Tormentata da incubi ricorrenti dove sua figlia Amanda viene uccisa dagli Xenomorfi, Ripley implora loro di cancellarle anche gli ultimi ricordi ed Hoop, seppure con riluttanza, accetta. Anche Kasyanov entra nel med pod per curarsi le proprie ferite, ma il crudele Ash prende il sopravvento del macchinario e la uccide.
Hoop trasporta un Ripley incosciente alla Narcissus e la mette in stasi insieme al gatto Jones, che era rimasto al sicuro a bordo della navetta per tutto il tempo. Hoop poi ripulisce il computer di bordo distruggendo Ash, il quale in un ultimo atto di sfida sabota il meccanismo di rilascio automatico della navetta. Senza alternative, Hoop dice addio a Ripley e fa ritorno sulla Marion per sganciare la Narcissus. In lacrime Hoop vede la navetta allontanarsi sapendo che al suo risveglio Ripley non si ricorderà di lui.
In attesa che la Marion si disintegri a contatto con la superficie del pianeta, Hoop recupera tutte le forniture che può e fugge a bordo della Samson.

## Sviluppo
Il romanzo è il primo di una nuova trilogia che si collega coi fatti dei film di Alien, anche se i libri seguenti, non scritti da Lebbon ma dagli autori James A. Moore e Christopher Golden. I romanzi sono stati scritti sotto la supervisione della 20th Century Fox e sono stati confermati come canonici.

## Audiolibro
Nel 2016 l'Audible Studios ha editato una versione audiolibro di Alien: Out of the Shadows. L'audiolibro è uscito il 26 aprile 2016, in coincidenza con l'Alien Day.
In Italia l'audiolibro è uscito col titolo Alien: Oltre l'oscurità sotto forma di una serie audio di 10 episodi.

### Cast delle voci
| Personaggio         | Voce originale    | Voce italiana           |
| ------------------- | ----------------- | ----------------------- |
| Josh Baxter         | Matthew Lewis     | Emiliano Coltorti       |
| Ash                 | Rutger Hauer      | Gino La Monica          |
| Karen Sneddon       | Kathryn Drysdale  | Perla Liberatori        |
| Chris "Hoop" Hooper | Corey Johnson     | Marco Mete              |
| Lucy Jordan         | Barbara Barnes    | Carolina Zaccarini      |
| Ripley              | Laurel Lefkow     | Ada Maria Serra Zanetti |
| Powell              | Abdul Salis       | Edoardo Nordio          |
| Kasyanov            | Andrea Deck       | Valentina Mari          |
| Welford             | Nathan Osgood     | Guido Di Naccio         |
| Lachance            | Mac McDonald      | Dario Penne             |
| Garcia              | Regina Brandolino | Francesca Rinaldi       |
| Vic                 |                   | Gianluca Crisafi        |
| Keech               |                   | Francesca Tardio        |
| Computer            |                   | Davide Marzi            |